# Ситковецкий, Александр Александрович
Александр Александрович Ситковецкий (род. 1983, Москва) — британский скрипач российского происхождения.

## Биография
Из потомственной семьи музыкантов: среди его близких родственников скрипач Юлиан Ситковецкий (двоюродный дедушка), скрипач и дирижёр Дмитрий Ситковецкий (двоюродный дядя), пианистка Белла Давидович (двоюродная бабушка), рок-музыкант Александр Ситковецкий (отец), пианистка Ольга Ситковецкая (мать) и другие. В восьмилетнем возрасте дебютировал как солист с камерным оркестром Монпелье, был приглашен в Школу Иегуди Менухина в Суррее. Посещал мастер-классы Менухина, Д. Паука, Дм. Ситковецкого, М. Венгерова и других, учился у Павла Верникова в Вене.

## Творческие контакты
Гастролировал во многих странах мира. Несколько раз выступал вместе с Иегуди Менухиным, который заметил его ещё в 1990 году и поддержал в учебе.

## Репертуар
В репертуаре скрипача Бах, Моцарт, Бетховен, Мендельсон, Сезар Франк, Барток, Рахманинов, Прокофьев, Пануфник, Такэмицу, Паганини.